# Moitzfeld
Moitzfeld (gesprochen [ˈmoːtsfɛlt] mit Dehnungs-i) ist ein Stadtteil von Bergisch Gladbach und gehört unter Nr. 55 zum Statistik-Bezirk 5 der Stadt.

## Name
Hinsichtlich des Siedlungsnamens „Moitzfeld“ liegen verschiedene Deutungsansätze vor. Am wahrscheinlichsten ist, dass sich das Bestimmungswort aus „Mutz“ oder „Mutze“ gebildet haben könnte. Dabei handelt es sich um die mundartliche Bezeichnung des Hartriegels, der als Ziegenfutter besonders geschätzt wurde. Demnach bezog sich „Moitzfeld“ auf eine mit Hartriegel bewachsene Fläche. Nach einer weniger wahrscheinlichen Deutung ist „Moitzfeld“ aus „Moritz-“ oder „Modesfeld“ hervorgegangen, wodurch sich eine Herleitung aus den Personennamen „Moritz“ oder „Mori“ ergäbe.(S. 363) Eine andere Deutung geht auf „Modis Feld“ zurück, das sich auf Modi, den Sohn Thors, bezieht. Modi soll an der Stelle eine Kultstätte gehabt haben.

## Geschichte
Die früheste nachweisbare Besiedlung in der näheren Umgebung von Moitzfeld ist die Erdenburg, die auf 310 ± 80 v. Chr. datiert wird.
Der heutige Ort Moitzfeld hat sich aus drei getrennten Siedlungskernen entwickelt, die das Urkataster als „Am untersten Moitzfeld“, „Am mittelsten Moitzfeld“ und „Am obersten Moitzfeld“ entlang des „Weges von Bensberg nach Herkenrath und nach Immekeppel“ verzeichnet. Die Siedlungsgründung Moitzfeld ist vermutlich auf das Hochmittelalter um 1100 zu datieren und für das Jahr 1550 in der Form „Moisfeld“ belegt. Das im Urkataster verzeichnete Gut „Am obersten Moitzfeld“ ist mit dem Rittergut identisch, das wahrscheinlich durch eine herzogliche Dotation an die Herren von Moitzfeld gelangte. Zum Rittergut Moitzfeld gehörten auch einige Güter in der Freiheit Bensberg, so Hackberg, Bockenberg und Kradenpoel.(S. 362)   Auf alten Karten wird der Mittelpunkt von Moitzfeld als „Platz“ bezeichnet. Der Name stammt von dem früheren Gutshof Platz im ehemaligen Mittelmoitzfeld. Bis in die 1930er Jahre war Moitzfeld noch eine Doppelortschaft mit dem Namen Platz-Moitzfeld. Auf allgemeinen Wunsch der Einwohner wurde diese Bezeichnung zwischen 1933 und 1940 ausschließlich und alleine auf Moitzfeld geändert.(S. 365)
Die Topographia Ducatus Montani des Erich Philipp Ploennies, Blatt Amt Porz, belegt, dass der Wohnplatz 1715 als Freyerhof kategorisiert wurde und mit Motzfeld bezeichnet wurde. Carl Friedrich von Wiebeking benennt die Hofschaft auf seiner Charte des Herzogthums Berg 1789 als Mosfeld. Aus ihr geht hervor, dass Moitzfeld zu dieser Zeit Teil der Honschaft Bensberg im Kirchspiel Bensberg war.
Unter der französischen Verwaltung zwischen 1806 und 1813 wurde das Amt Porz aufgelöst und Moitzfeld politisch der Mairie Bensberg im Kanton Bensberg zugeordnet. 1816 wandelten die Preußen die Mairie zur Bürgermeisterei Bensberg im Kreis Mülheim am Rhein.
Der Ort ist auf der Topographischen Aufnahme der Rheinlande von 1824 als Ober- und Unter-Moitzfeld und auf der Preußischen Uraufnahme von 1840 als Unter- und Ober-Moitzfeld verzeichnet. Ab der Preußischen Neuaufnahme von 1892 ist er auf Messtischblättern regelmäßig als Moitzfeld verzeichnet. 
Aufgrund des Köln-Gesetzes wurde die Stadt Bensberg mit Wirkung zum 1. Januar 1975 mit Bergisch Gladbach zur Stadt Bergisch Gladbach zusammengeschlossen. Dabei wurde auch Moitzfeld Teil von Bergisch Gladbach.
| Jahr | Einwohner | Wohn- gebäude | Kategorie  | Bemerkung      |
| ---- | --------- | ------------- | ---------- | -------------- |
| 1822 | 12        |               | Bauergut   | Obermoitzfeld  |
| 1822 | 13        |               | Bauergut   | Untermoitzfeld |
| 1830 | 36        |               | Bauerngut  | Obermoitzfeld  |
| 1845 | 20        | 2             | Bauergüter | Obermoitzfeld  |
| 1871 | 38        | 3             | Hofstelle  | Obermoitzfeld  |
| 1871 | 47        | 3             | Hofstelle  | Untermoitzfeld |
| 1885 | 22        | 5             | Wohnplatz  | Obermoitzfeld  |
| 1885 | 68        | 9             | Wohnplatz  | Untermoitzfeld |
| 1895 | 70        | 11            | Wohnplatz  | Obermoitzfeld  |
| 1895 | 64        | 8             | Wohnplatz  | Untermoitzfeld |
| 1905 | 151       | 21            | Wohnplatz  | Moitzfeld      |

Die relativ kleine Kapellengemeinde Moitzfeld erhielt erst 1920/21 eine provisorische hölzerne Notkirche. Gleich nach Ende des Zweiten Weltkriegs initiierte der damalige Pfarrer Jakob Holl den Neubau einer Kirche aus Lindlarer Bruchstein. Bereits am 27. Mai 1946 begannen die Ausschachtungsarbeiten von Hand. Am 17. Dezember 1950 erfolgte die Einsegnung der neuen St. Joseph-Kirche. Auch wenn von jetzt an die Gottesdienste hier stattfanden, blieb sie doch noch bis zur endgültigen Fertigstellung eine Baustelle.

## Bergbau/Wirtschaft
Wahrscheinlich haben bereits Römer in der Umgebung von Moitzfeld Bergbau betrieben. Sichere Spuren deuten an vielen Stellen auf mittelalterlichen Bergbau hin. Ab der Mitte des 19. Jahrhunderts galt Moitzfeld als ein Zentrum für den industriellen Bergbau. Rings um den Ort herum gab es mehrere größere Bergwerke, die vielen hundert Bergleuten Arbeit gaben. Besonders zu erwähnen sind die Gruben Weiß, Leopold von Buch, Jungfrau, Blücher, Georg Forster, Berzelius und Apfel. Im TechnologiePark Bergisch Gladbach, der sich auf dem Gelände der ehemaligen Gruben Leopold von Buch und Weiß erstreckt, werden heute 2400 Menschen in 140 Unternehmen beschäftigt.

## Bevölkerung
Nach der EDV-Einwohnerdatei verfügte Moitzfeld am 30. Juni 2017 über insgesamt 4.522 Einwohner (davon 340 Ausländer). Die Altersgruppe über 65 Jahre war mit 993 Einwohnern (davon 35 Ausländer) stärker als die Altersgruppe unter 18 Jahre mit nur 750 Einwohnern (davon 59 Ausländer).

## Bildung
In Moitzfeld befinden sich folgende Schulen:
- Grundschule Moitzfeld[22] im Diakonissenweg
- Friedrich-Fröbel-Schule[23], Förderschule mit dem Förderschwerpunkt Geistige Entwicklung in der Fröbelstraße

## Vereine
- Der TuS Moitzfeld 1961 e. V. besteht aus den drei Abteilungen Fußball, Tennis, Turn und Spiel.[24]
- Die Dorfgemeinschaft Moitzfeld gründete sich 1975.[25]
- Der Stamm Erdenburg im Bund der Pfadfinderinnen und Pfadfinder (BdP) besteht seit 1990.[26]
- Die Katholische Junge Gemeinde Moitzfeld besteht in verschiedener Form seit 1954.[27]